# Izák Komnenos (1154)
Izák Komnenos (řecky Ισαάκιος Κομνηνός, Isaakios Komnēnos; 1113 – 1154) byl třetí syn byzantského císaře Jana II. Komnena a Pirosky Uherské.

## Život
Krátce před svou smrtí v roce 1143 císař Jan II. ustanovil svého čtvrtého syna, Manuela svým nástupcem, ačkoliv Izák, coby jeho starší bratr byl stále naživu. Toho času vezl Izák zpět do Konstantinopole tělo svého nejstaršího bratra a otcova spolucísaře Alexia. Následně se Manuel ujistil, že vojáci jemu oddaní zajistí hlavní město před tím, než Izák dorazí, dozví se, že otec zemřel a začne si klást nároky na uvolněný trůn. Ačkoliv část církevních hodnostářů, vojska a veřejnosti byla toho názoru, že Izák by byl lepším vládcem, než jeho bratr a byli ochotni ho podpořit, Izák se vzdal svých nároků ve prospěch Manuela.
V letech 1145 – 1146 vedl kampaň proti seldžuckým Turkům v Anatolii. Ačkoliv vztahy obou bratrů zůstávaly napjaté a složité, nikdy nepřerostly v otevřený konflikt. Izák byl spokojen se svou hodností stratéga. Sňatky Izákových dcer se staly nástrojem Manuelovy zahraniční politiky.

## Rodina
Se svou první ženou Theodorou měl Izák pět dětí:
- Alexios Komnenos
- Irena Komnenovna, byla provdána za neznámého příslušníka Dukasovského rodu, stala se matkou Izáka Komnena, vládce Kypru
- Jan Komnenos
- Anna Komnenovna, provdána za Konstantina Makrodukase
- Marie Komnenovna, provdána za uherského krále Štěpána IV.

A se svou druhou manželkou Irenou Synadenou měl dvě dcery:
- Theodora Komnenovna, provdána za jeruzalémského krále Balduina III.
- Eudokia Komnénovna, provdána za Viléma VIII. z Montpellieru